# Pilodeudorix ankoleensis
Pilodeudorix ankoleensis är en fjärilsart som beskrevs av Henry Stempffer 1954. Pilodeudorix ankoleensis ingår i släktet Pilodeudorix och familjen juvelvingar. Inga underarter finns listade i Catalogue of Life.